# In situ
In situ je latinský termín, který v překladu znamená „na místě“, na původním místě, ve své poloze.
Je tím myšleno například:
- že se objekt vyskytuje na daném místě, tedy v místě nálezu (např. na místě, kde byl popsán, zkoumán, zachycen na fotografii atp.);
- že se biologické děje studují v živém organismu tam, kde probíhají.[1]

Jak v české, tak světové odborné literatuře, včetně anglické, je zvykem psát termín in situ kurzivou. Standardním typem písma se píše v lékařské literatuře, protože je součástí oborové terminologie:
- carcinoma in situ – karcinom lokalizovaný v místě svého vzniku bez přesahu do dalších vrstev. Při detekci tohoto stavu může včasná léčba přinést plnou úzdravu;[2]
- PCR, in situ – metoda PCR prováděná přímo v buňkách nebo cytologických preparátech. Má podobné uplatnění jako hybridizace in situ, vyznačuje se vyšší citlivostí.[3]

Opakem in situ je ex situ, například in vitro.

## Galerie

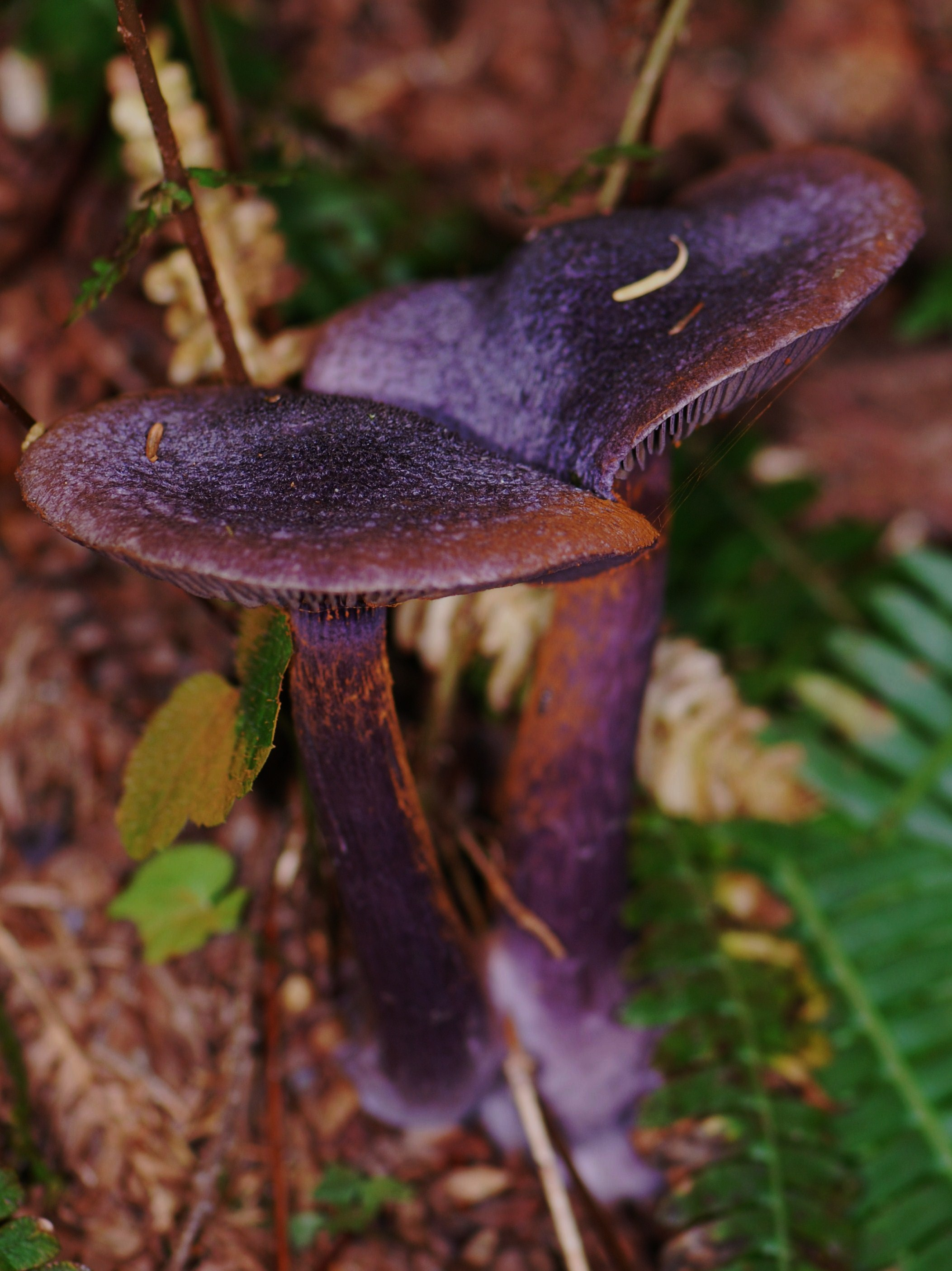
In situ pavučinec fialový
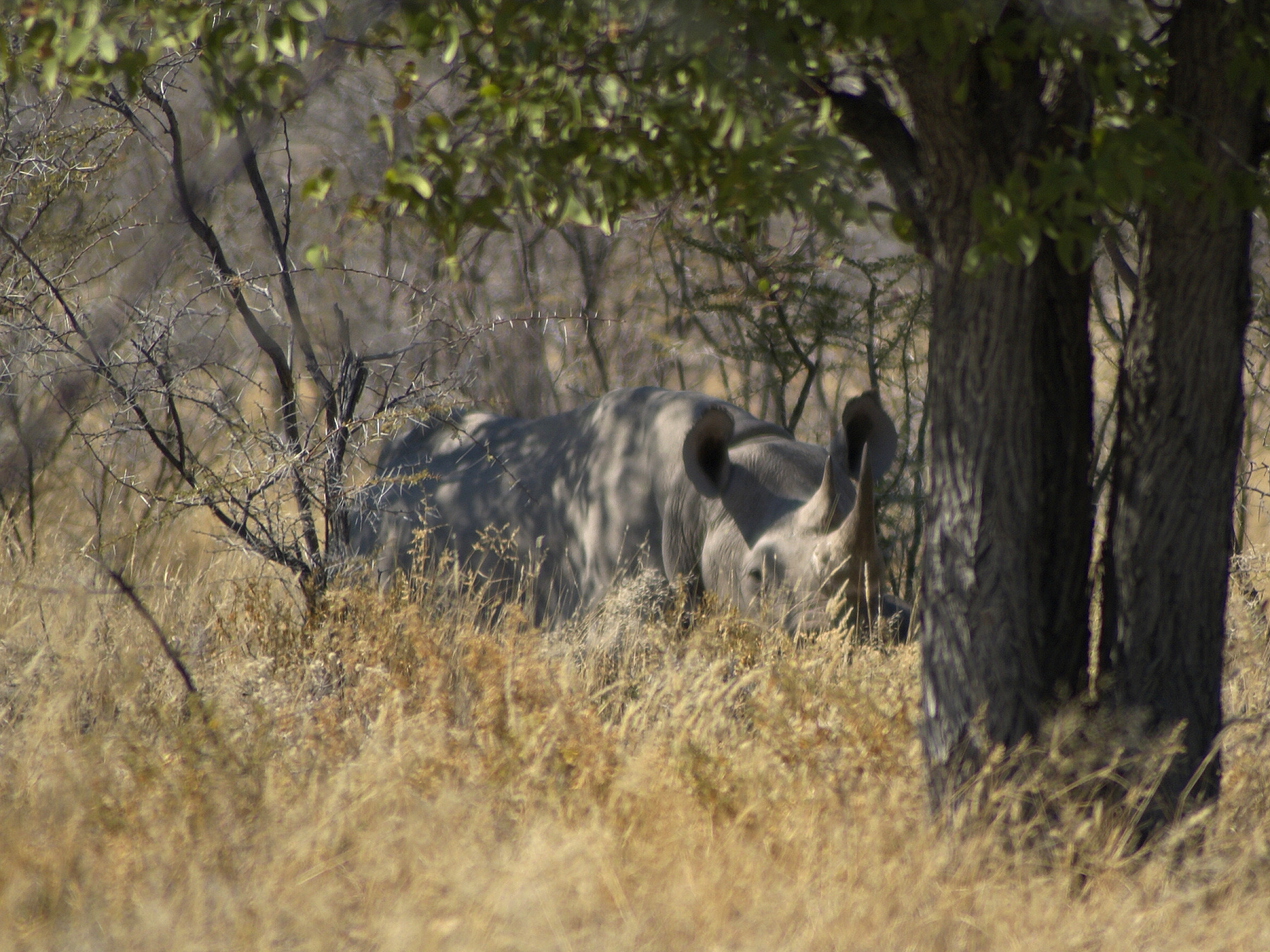
Namibie, nosorožec tuponosý in situ
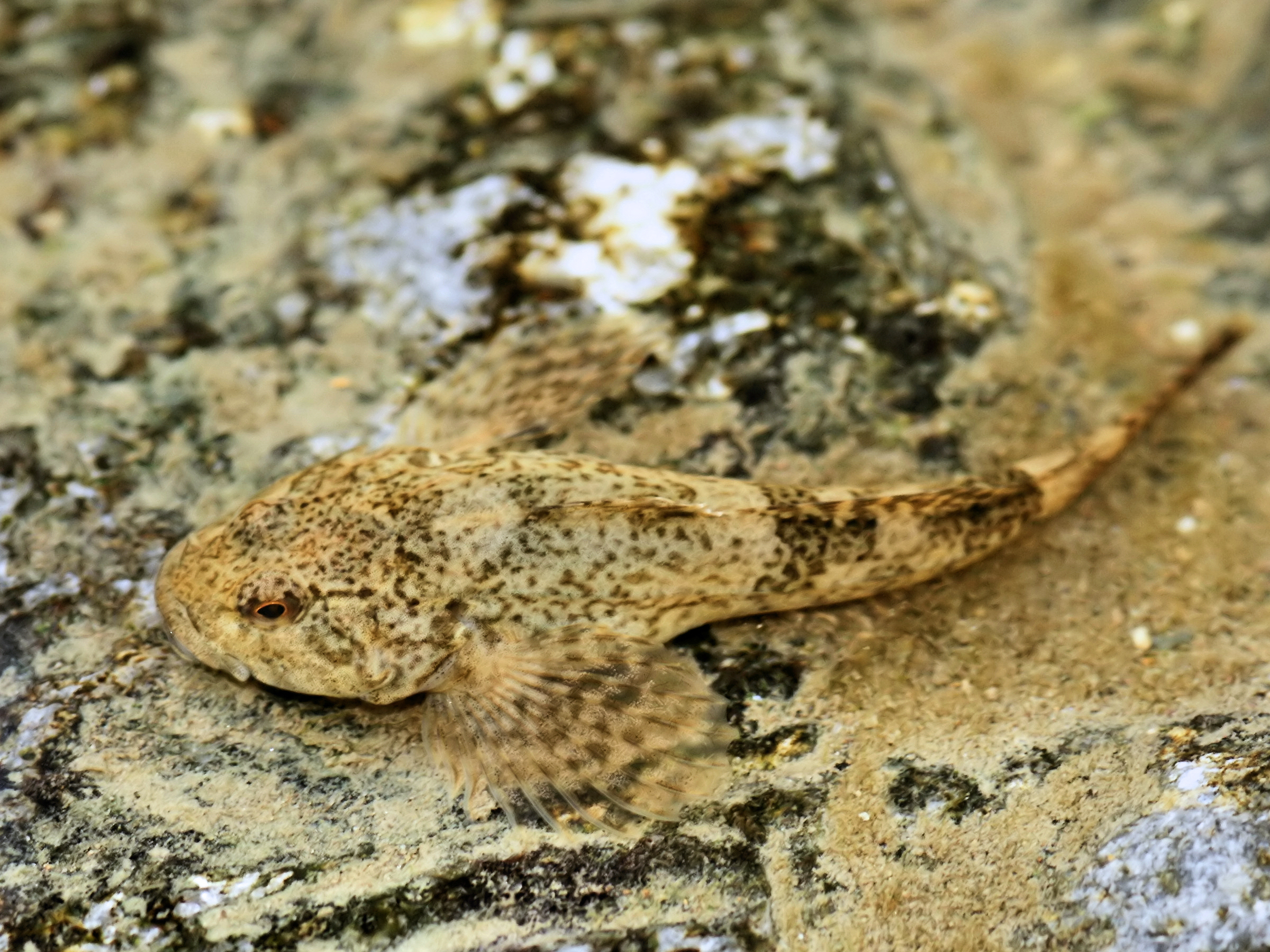
In situ vranka obecná, Nismes, Belgie
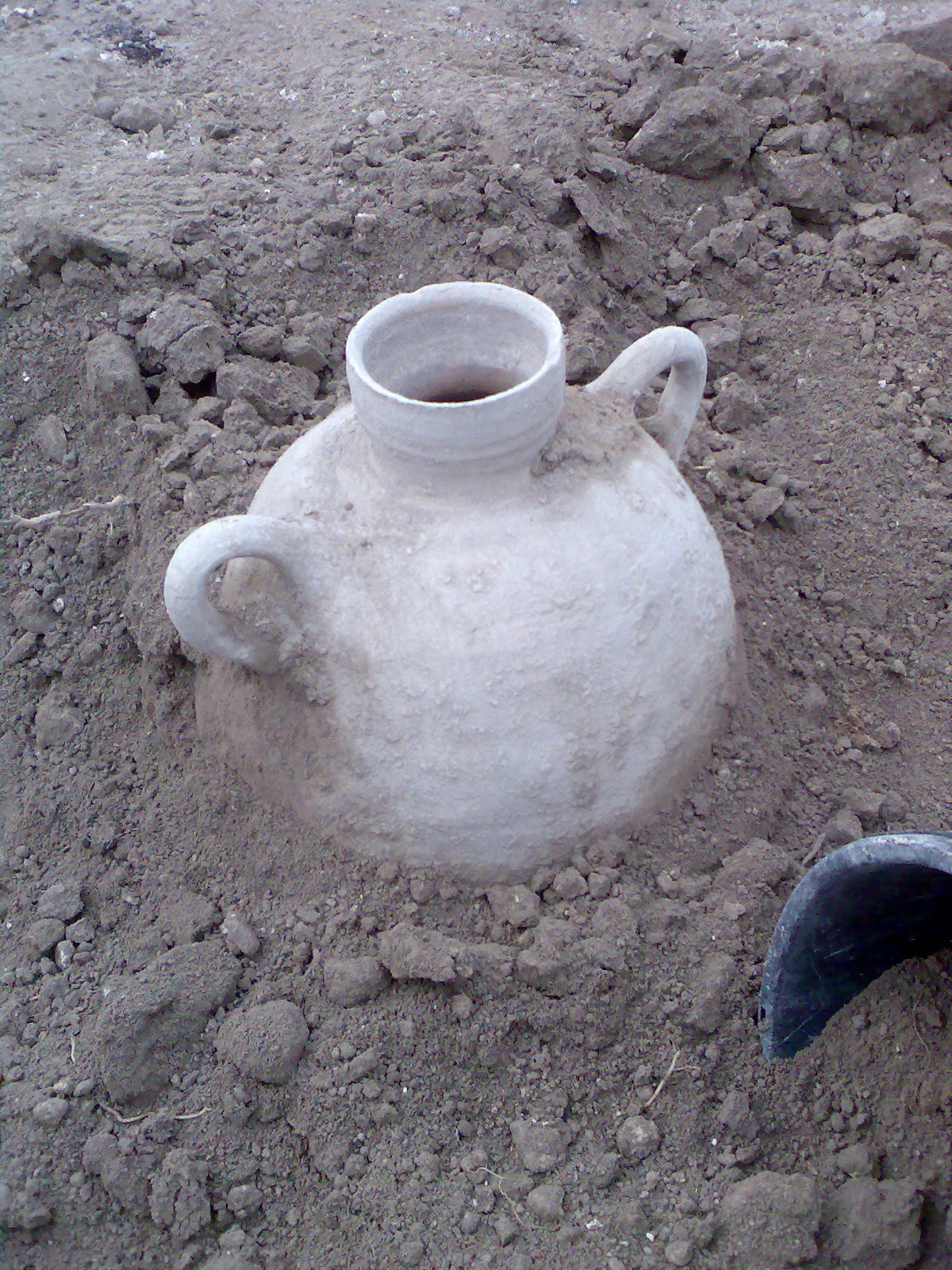
Abbasidův džbán in situ; archeologické naleziště Situ v Jeruzalémě, 2008
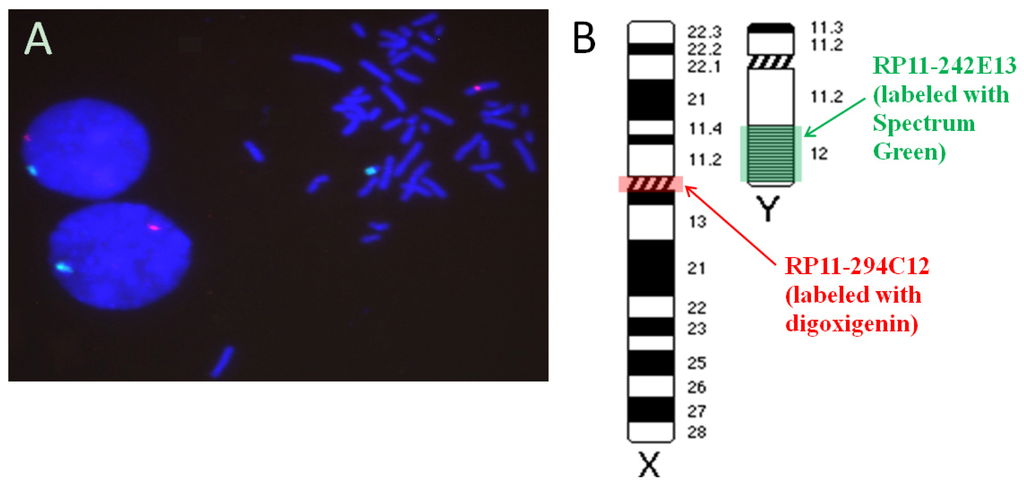
Výsledky in situ hybridizace chromozomů X a Y sondou BAC

Poznámky k fotografiím
- Autor fotografie pavučince fialového (Cortinarius violaceus) termínem in situ „sděluje“, že houbu vyfotil na místě nálezu, nikoli například v aranžovaném „prostředí“.[pozn. 1]
- Uvádět u fotografie nosorožce tuponosého (Ceratotherium simum) in situ je poněkud neobvyklé, zpravidla se uvádí přesná lokalita, je-li živočich fotografován ve volné přírodě, nebo instituce, která živočicha chová, a sídlo instituce (národní park, zoo atp.).
- Abbasidův džbán (z druhé periody chalífátu Abbásovců, tj. z let 861–936) je vyfocen na místě nálezu.
- Hybridizace in situ je molekulárněcytogenetické vyšetření. (Cytogenetika se zabývá buňkou a jejími strukturami.) K hybridizaci dochází přímo ve vyšetřovaném biologickém materiálu, tedy na místě (in situ), nikoli na izolované DNA.